# 国话剧场
国话剧场，位于北京市西城区广安门外大街277号中国国家话剧院（简称“国话”），是国话的大剧场。

## 简介
国话剧场于2007年12月25日奠基。建筑面积21000平方米，观众席分两层，座位共880个。2011年5月18日，国话新剧场开幕仪式、518“国话人回新家”庆典活动在新落成的国话剧场举行，袁泉、段奕宏、孙淳、张丰毅、陈数等国话成员参加。庆典结束后，国话剧场演出开幕话剧《四世同堂》。